# Evangelina Vormittag
Evangelina Vormittag é uma médica brasileira, uma das principais especialistas em gestão de sustentabilidade do Brasil, o que a levou a ser conhecida como "Doutora Poluição". Preside o Instituto Saúde e Sustentabilidade. Dirige pesquisas sobre a qualidade do ar no Brasil.
Em 2016, Evangelina Vomittag foi eleita uma das pessoas mais influentes da área de Saúde.
Vomittag é Doutorada em Patologia pela Faculdade de Medicina da Universidade de São Paulo (FMUSP) e especialista em Gestão de Sustentabilidade pela Faculdade de Administração da Fundação Getúlio Vargas de São Paulo.
Trabalhou como Diretora da Seção de Microbiologia, Imunologia e Parasitologia do Laboratório Central do Hospital das Clínicas da FMUSP e como Gerente médica de Pesquisa Clínica da Merck Sharp & Dohme.